# Travemündes gamla fyr

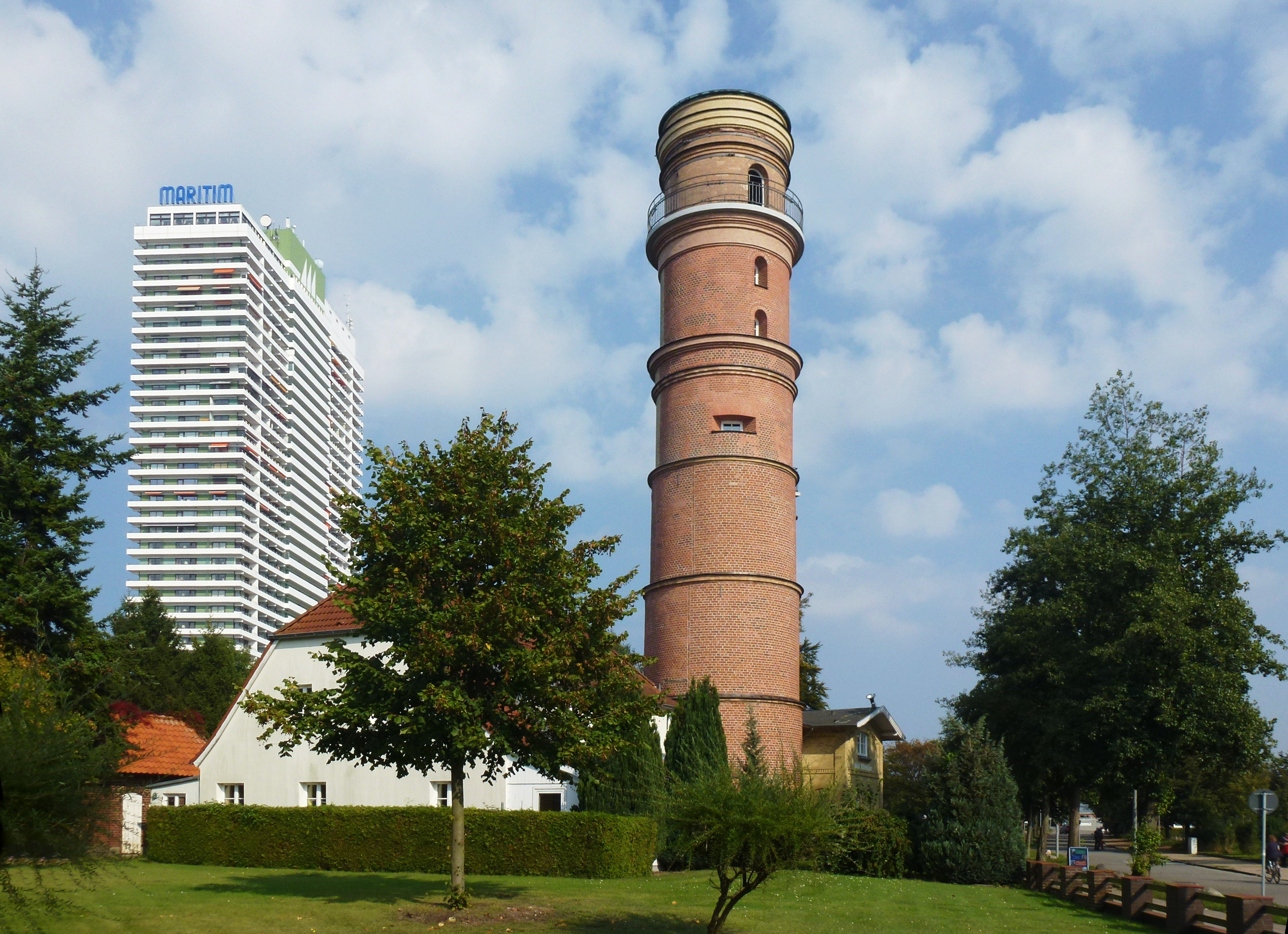
Travemündes gamla fyr och Hotel Maritim där den nya fyren är installerad, september 2014.

Travemündes gamla fyr (på tyska Alter Leuchtturm Travemünde) är en historisk fyr i Travemünde  i det tyska förbundslandet Schleswig-Holstein. Fyrtornet uppfördes år 1539 och ombyggdes 1827 då den fick sin nuvarande form. Efter 433 års drift släcktes fyrens ljus 1972 och ersattes två år senare av en ny fyr på intilliggande Hotel Maritim. Tillsammans med segelfartyget Passat är det gamla fyrtornet Travemündes landmärke och Tysklands äldsta bevarade fyrtorn. Travemündes gamla fyr är sedan 1922 ett tekniskt kulturminne och sedan år 2004 ett museum.

## Historik

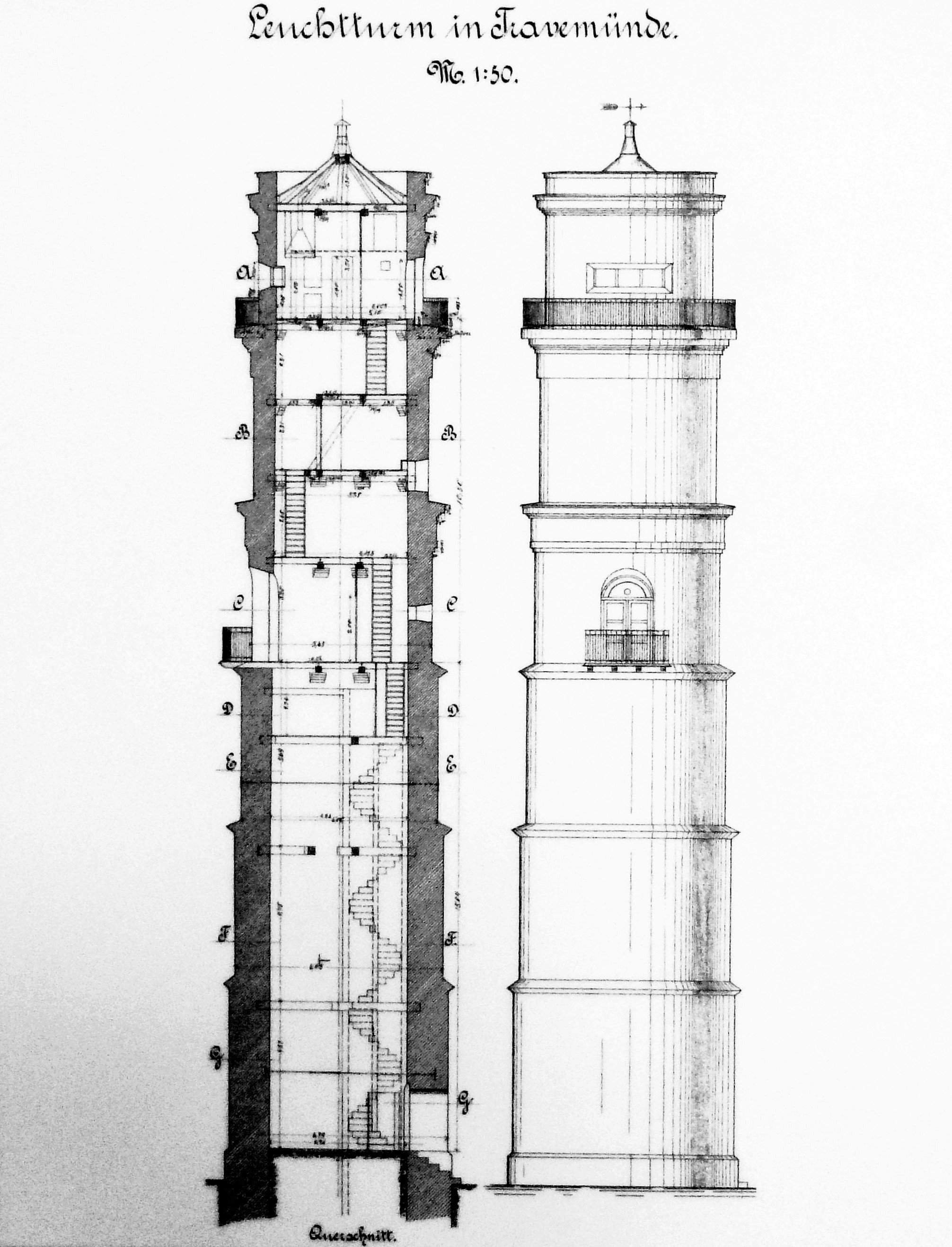
Sektions- och fasadritning.

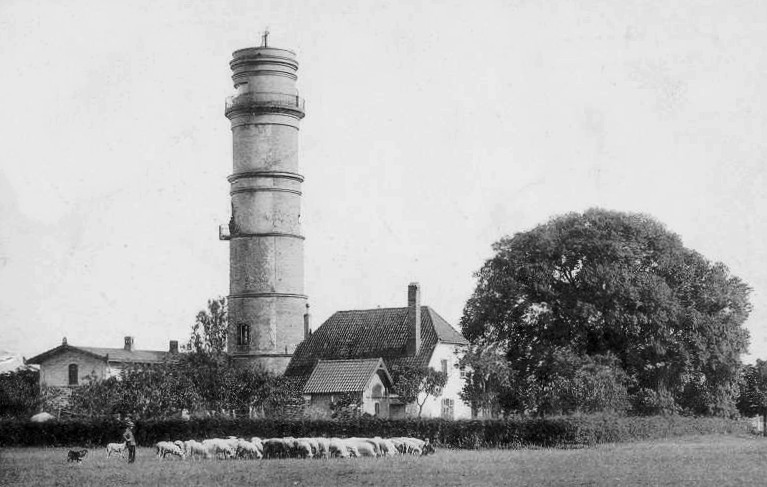
Tornet omkring år 1900.

Den första skriftliga dokumentationen om en fyr vid floden Traves mynning i Östersjön går tillbaka till år 1316 då en fyrvaktare nämns på latin (custos lucerne) i en av Lübecks drätselkammareräkningar. 
År 1534 förstördes fyren av danska trupper under Grevefejden. Ett runt, något högre tegelstenstorn uppfördes 1539 av holländska murare. Den översta delen brandskadades genom ett blixtnedslag 1827. I samband med reparationen fick tornet sin nuvarande form i nyklassicistisk arkitekturstil.  
Fasadernas byggnadsmaterial består av rött och gult murtegel. Tornet avsmalnar med ökande höjd, övergångarna markeras genom sex profilerade gesims. Totalhöjden blev 31 meter och ljusöppningen lades på 30,6 meter över marken. Via åtta våningar och 142 trappsteg når man den översta etagen med själva ljusanläggningen och en utsiktsplattform. Ungefär på halva höjden anordnades ett lotsutkik och en liten balkong.

## Teknik
Ljuskällan i fyren bestod ursprungligen av en öppen eld och senare av en oljelampa framför en förgylld, konkav spegel. Efter 1827 års reparation och ombyggnad  utrustades tornet med fotogenlampor, som 1903 ersattes av elektriska båglampor och 1937 av en 24 Volt / 1000 Watt glödlampa. Samma år installerades även en cylindrisk spegel (1,20 meter bred och 0,55 meter hög) som förstärkte glödlampans sken. 
Växling mellan ljus och mörker i fyröppningens  båda sidor åstadkoms med hjälp av två klippapparater efter Carl Gustaf von Otters system. För att snabbt kunna byta en trasig glödlampa fanns en lampväxlingsanordning där lamphållaren snurrar runt 180 grader och den intakta glödlampan vrids till rätt läge i spegelns centrum. Fyrens räckvidd  låg vid 16 sjömil. Den gamla ljusanläggningen från 1937 släcktes år 1972 när det nybyggda Hotel Maritim uppfördes framför tornet och därmed skymde fyrens ljus. Men det gamla tornets fyr är fortfarande funktionsduglig och numera en del av museet.
Sedan april 1974 har Hotel Maritim övertagit fyrens uppgift. Fyren på hotellets tak ligger 114 meter över havet. I och med det äger Travemünde inte bara det äldsta tyska fyrtornet utan också en av de högsta fyrarna i Europa.

## Bilder, tornet

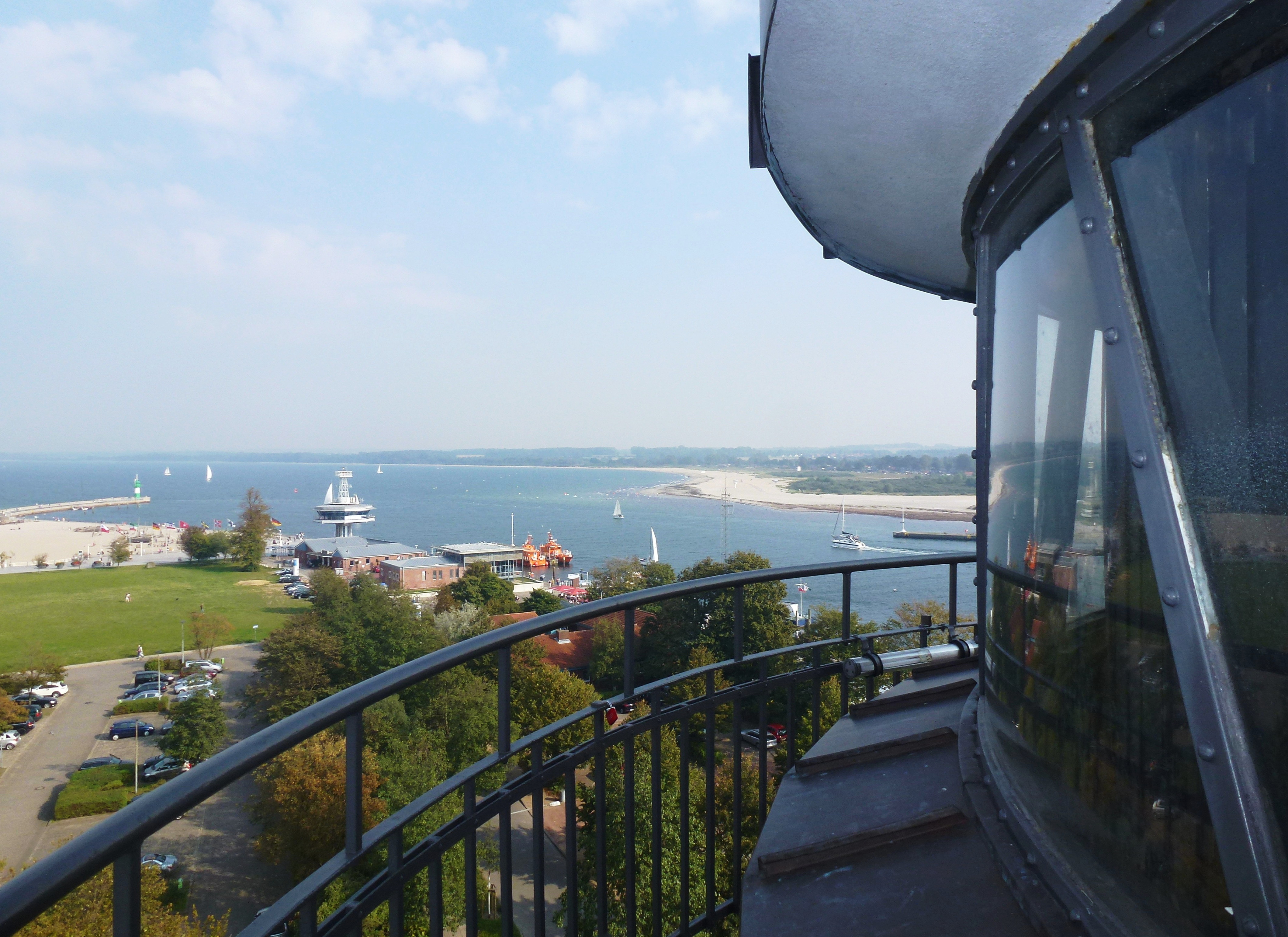
Vy över Traves mynning
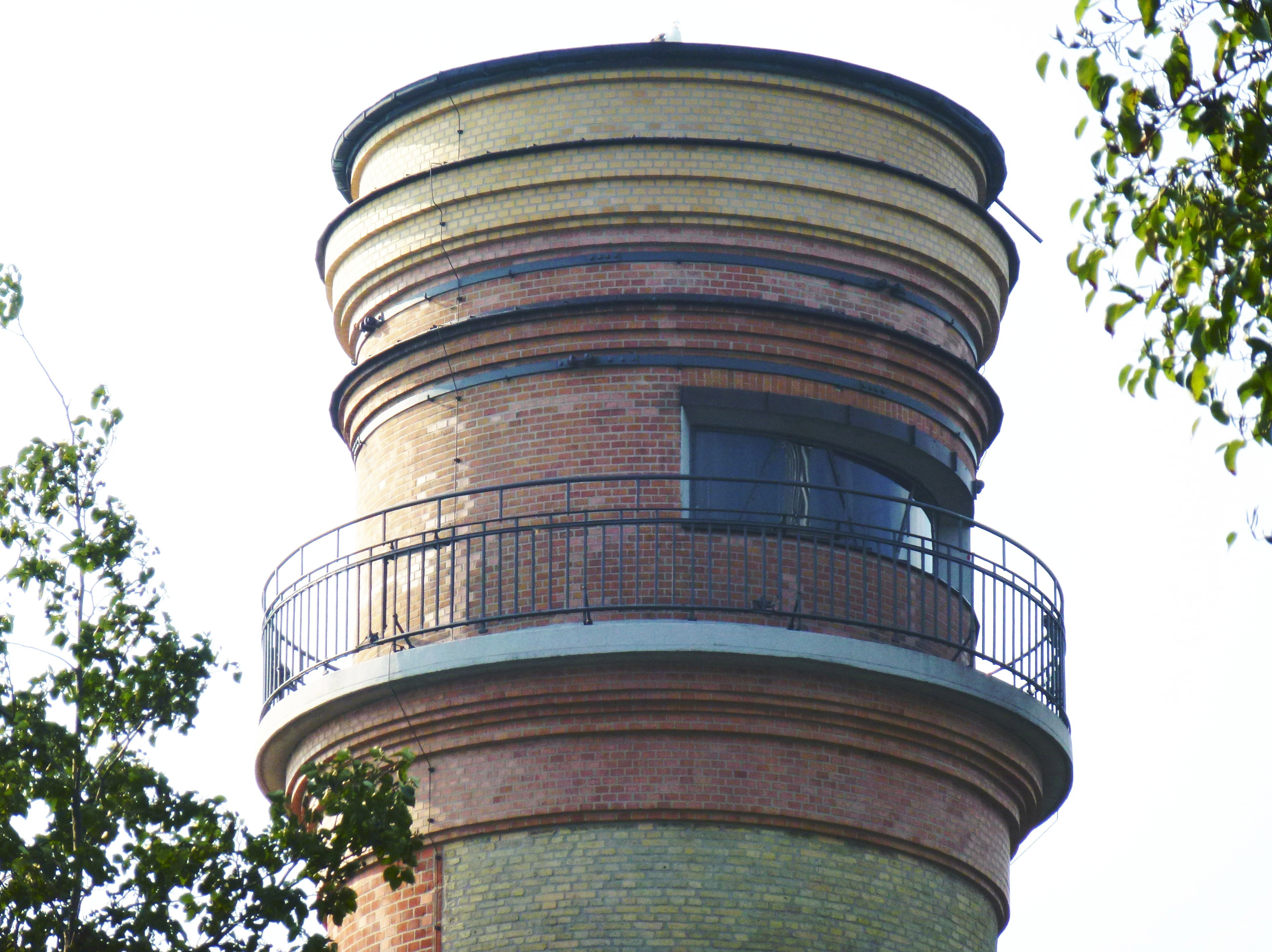
Torntoppen och utsiktsplattform
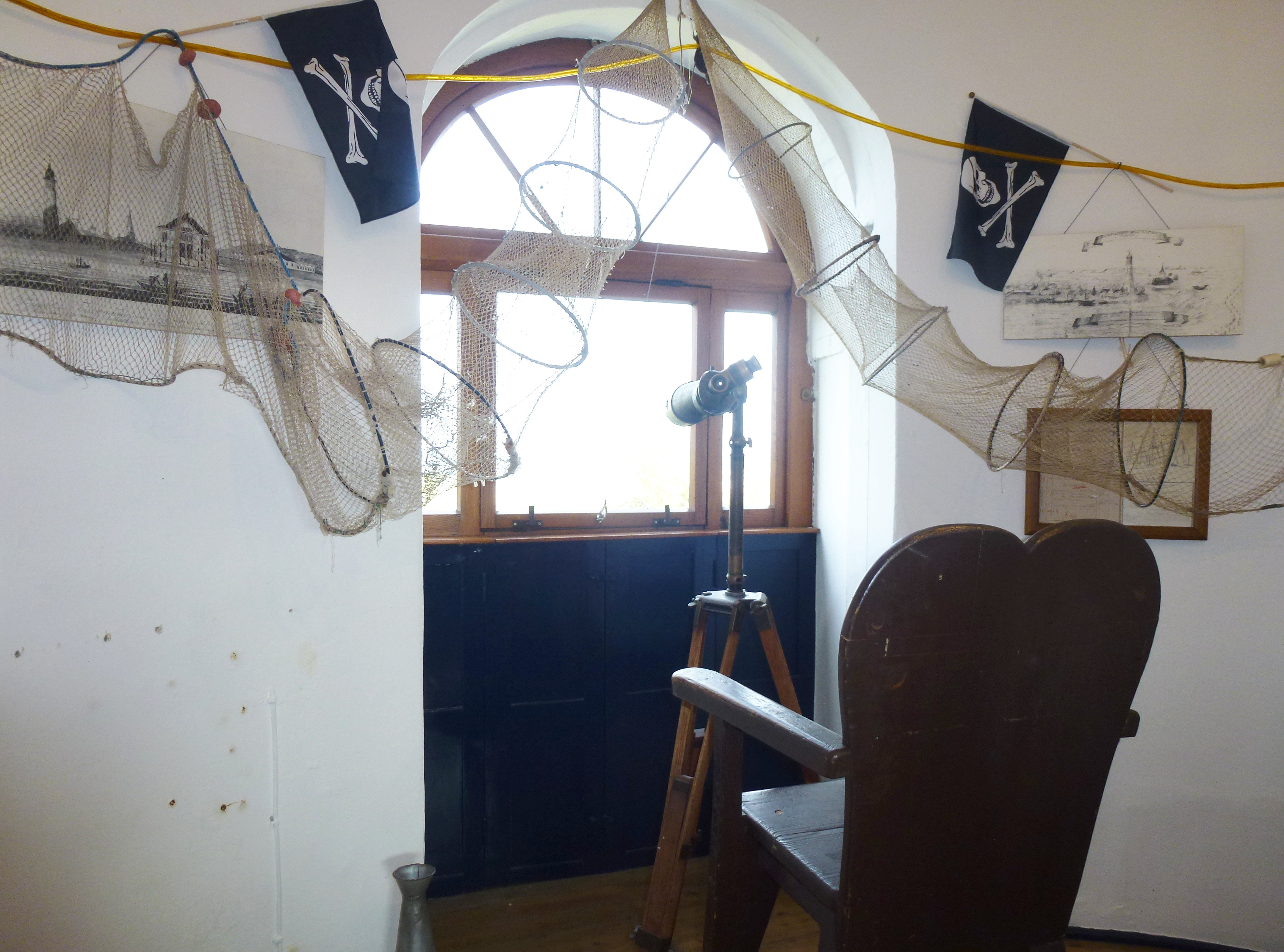
Lotsutkik
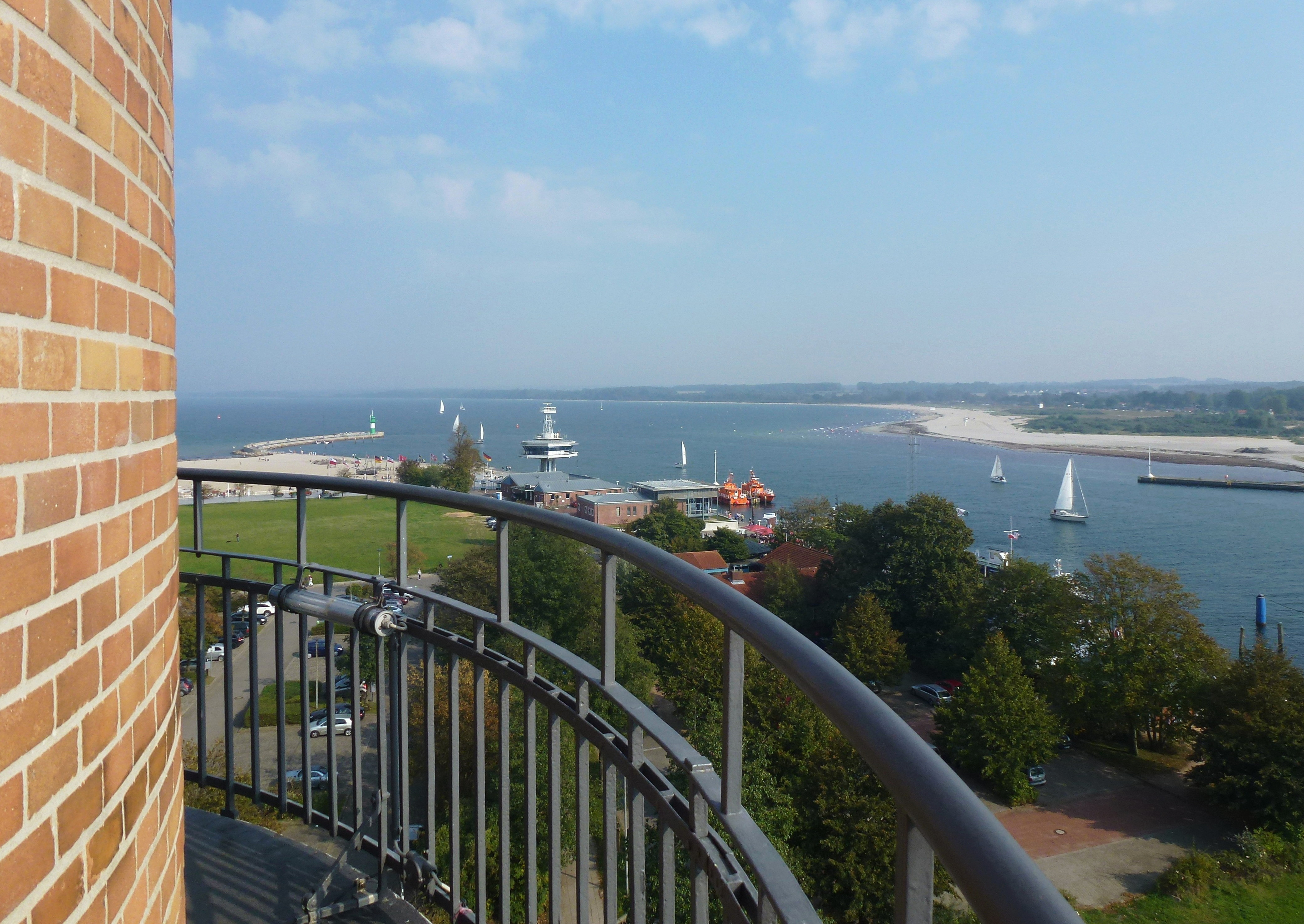
Vy över Traves mynning

## Museum
Efter att anläggningen stod oanvänd under några år renoverades tornet 2003-2004 till en kostnad av 250 000 Euro, bland annat byttes 12 000 tegelstenar i tornets fasad, samtidigt inrättades även ett maritimt museum. På åtta våningar visas historiska sjömärken, ljusanläggningar från andra fyrtorn, skeppsmodeller och utrustningsföremål från fyrskepp och fyrtorn. På väggarna hänger talrika fotografier och illustrationer över fyrtorn som hör till Wasser- und Schifffahrtsamt Lübeck. 
Från den rundgående utsiktsplattformen har besökaren en vidsträckt utsikt över Traves mynning, halvön Priwall, Lübeckbukten och staden Travemünde med sin långa och breda sandstrand. På utsidan finns en bronstavla med tornets historiska data och på tornets sockel märks ett högvattenmärke som påminner om stormflodkatastrofen från 1872.

## Bilder, museet

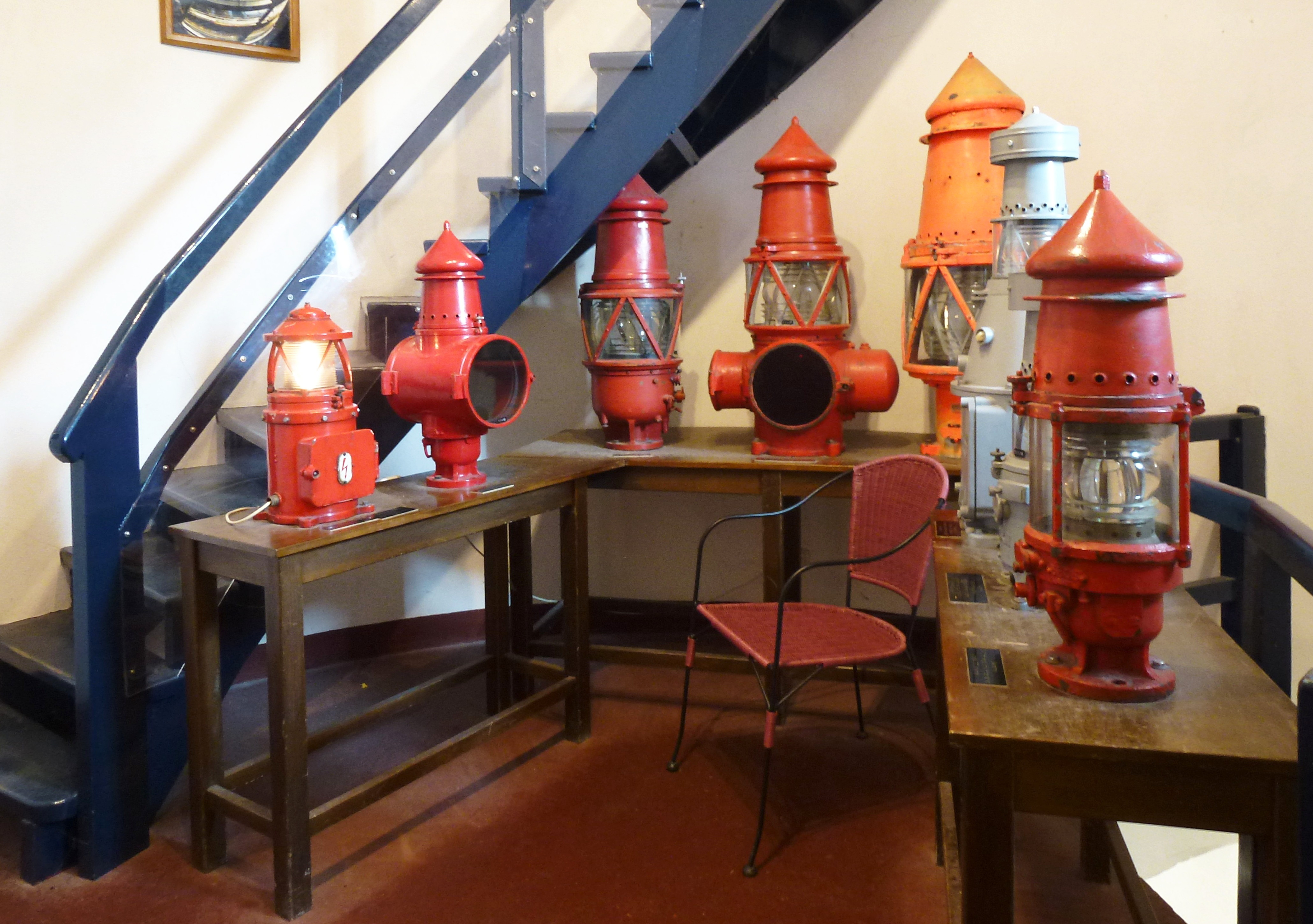
Historiska sjölanternor
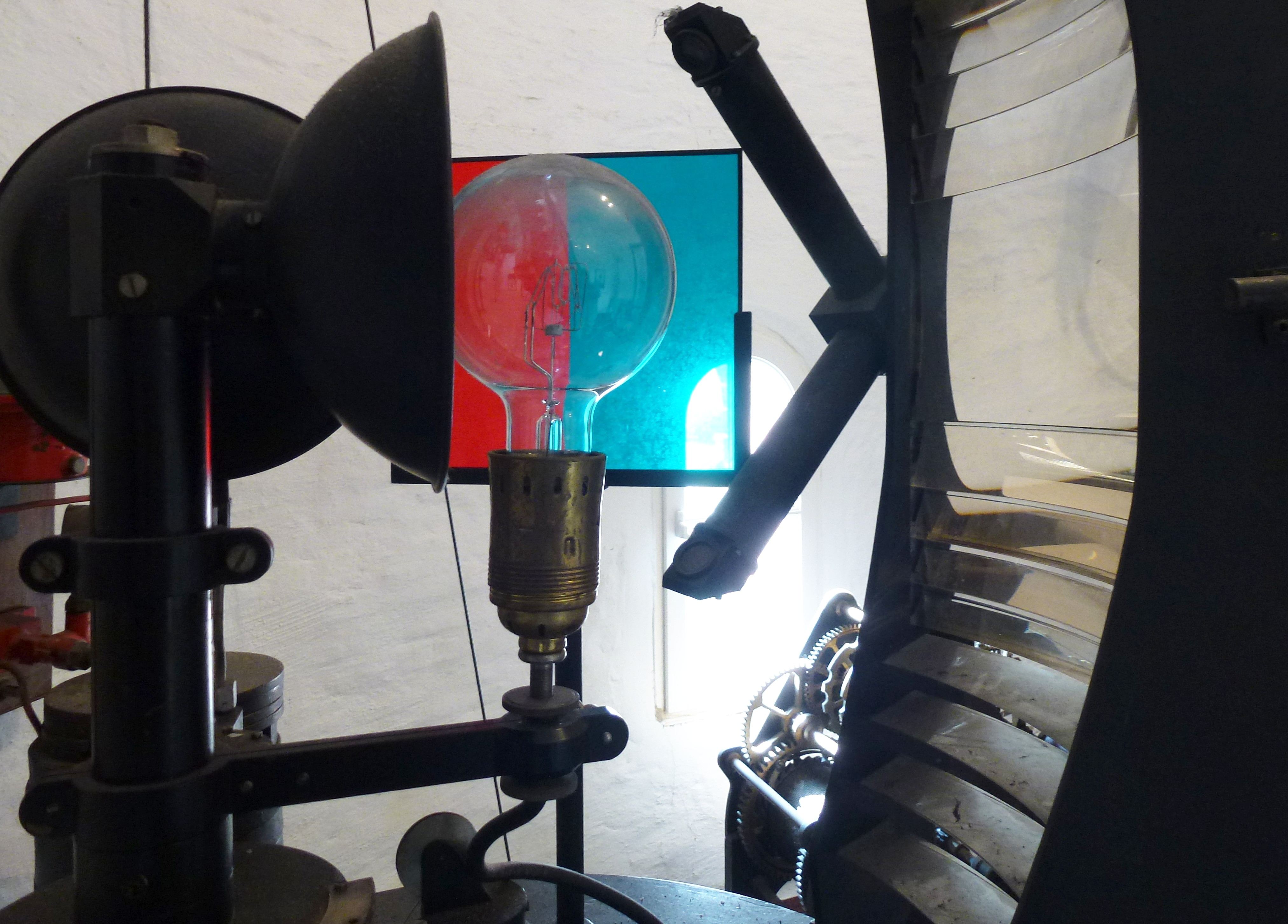
Historisk ljusanläggning
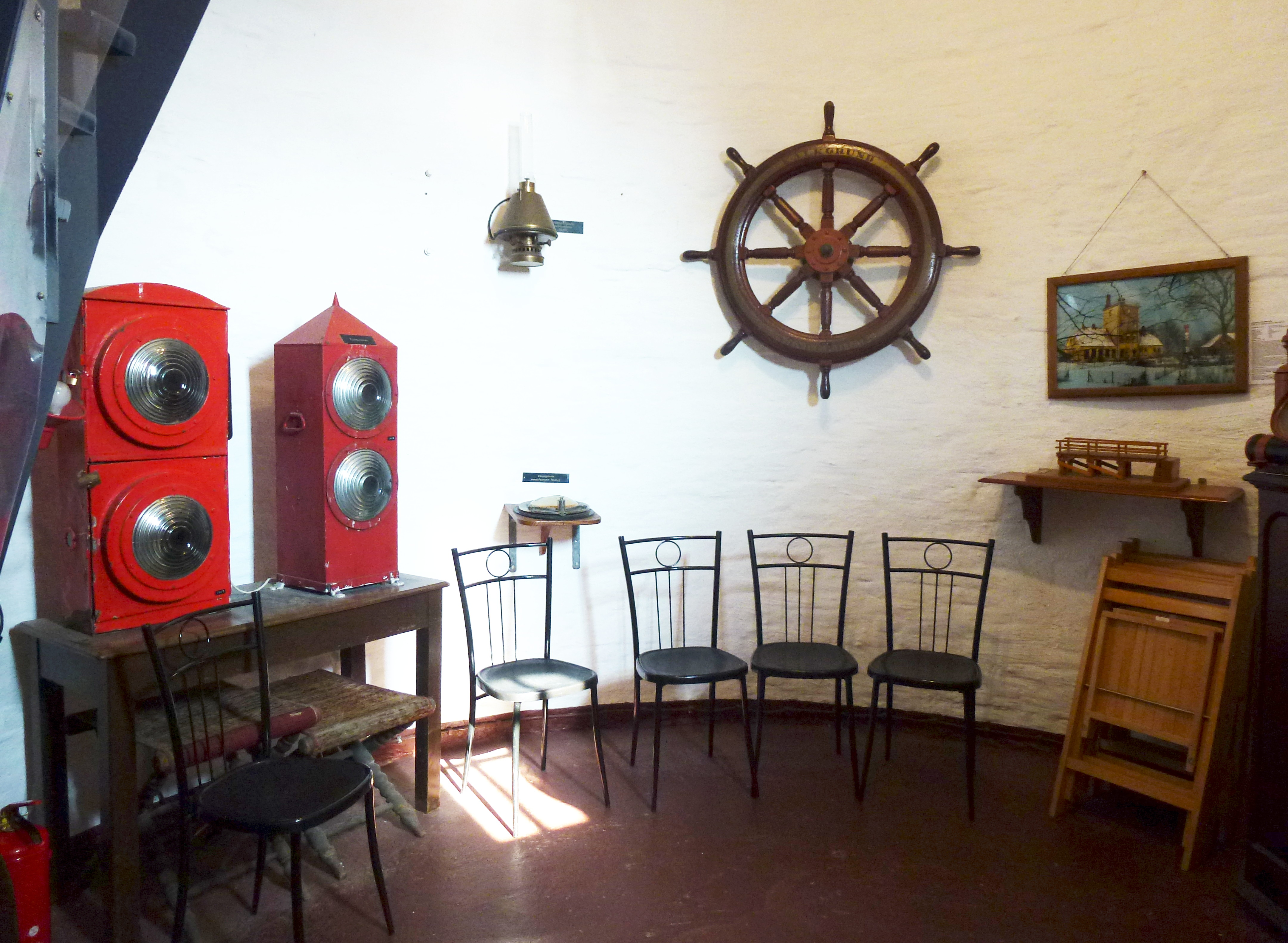
Diverse utrustningsföremål
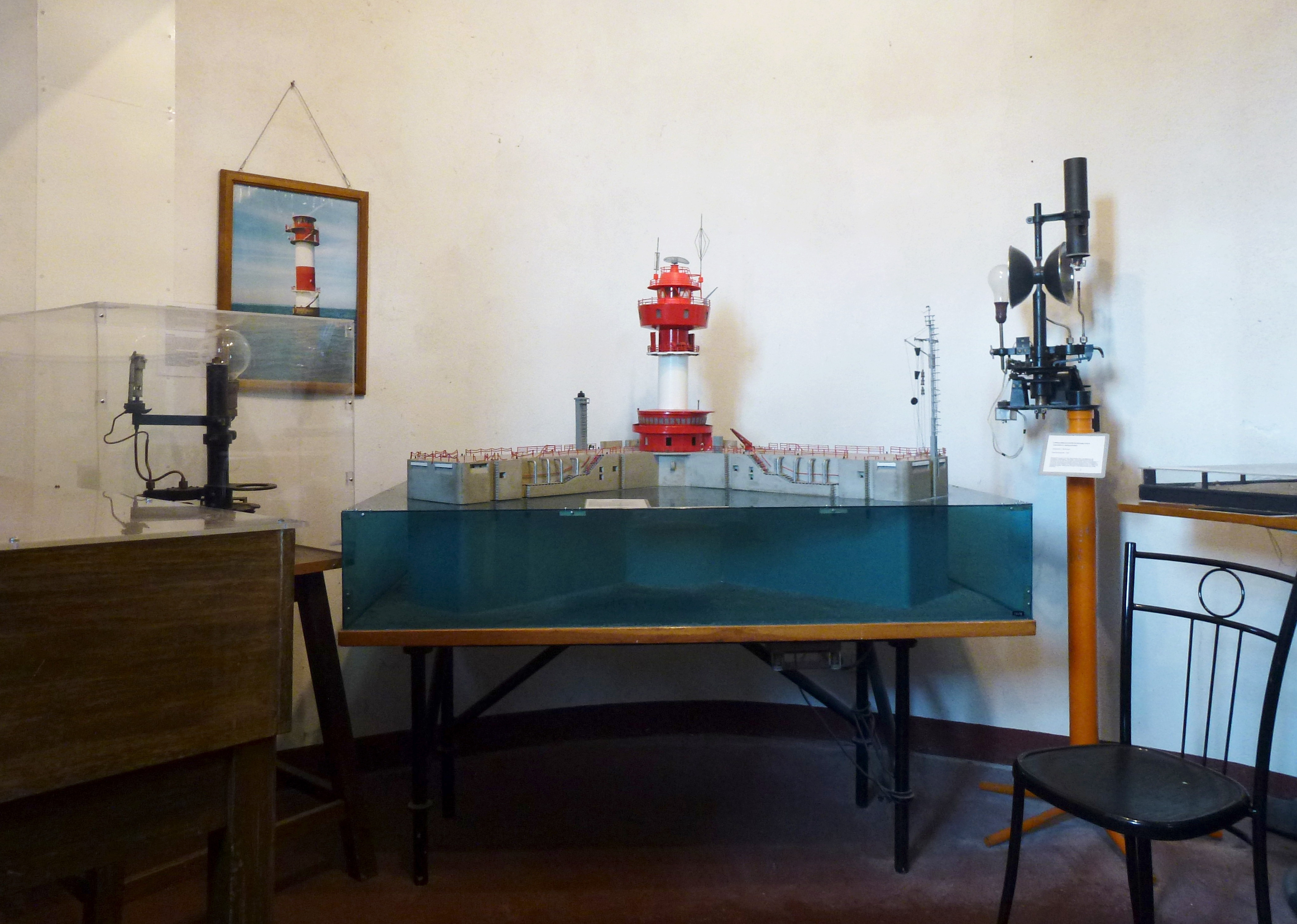
Modell av Kiels fyr
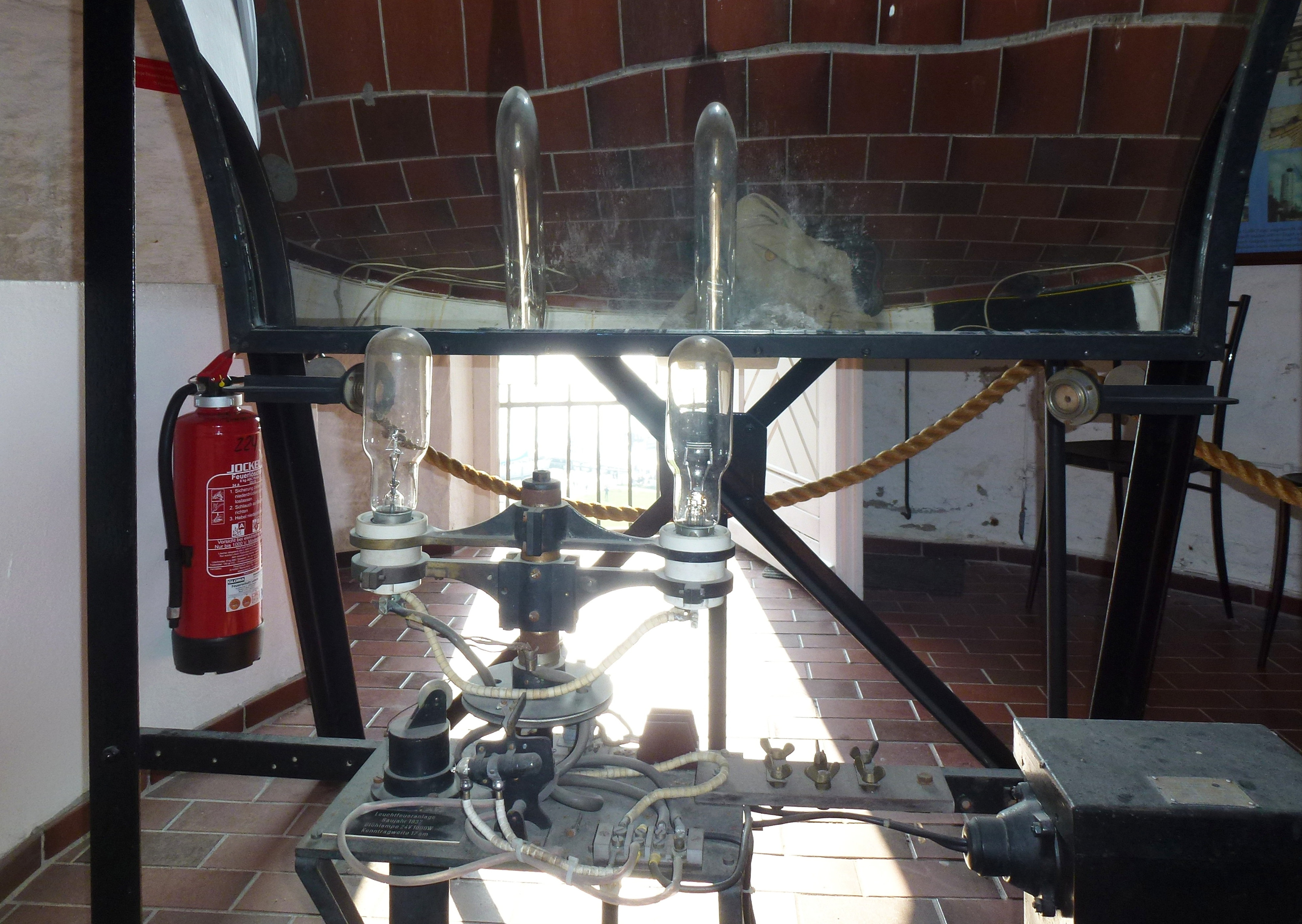
Den fungerande ljusanläggningen
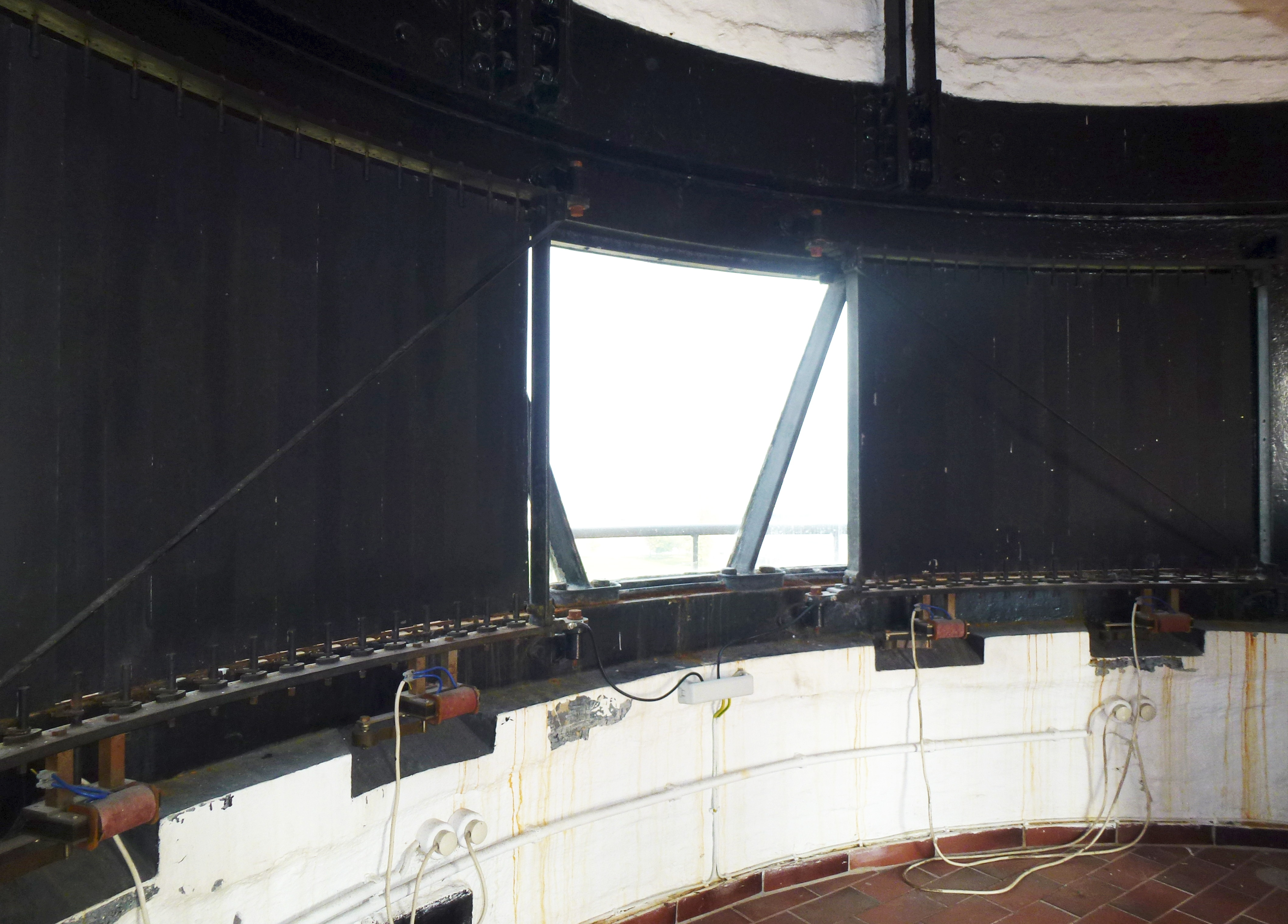
Fyrens klippapparat
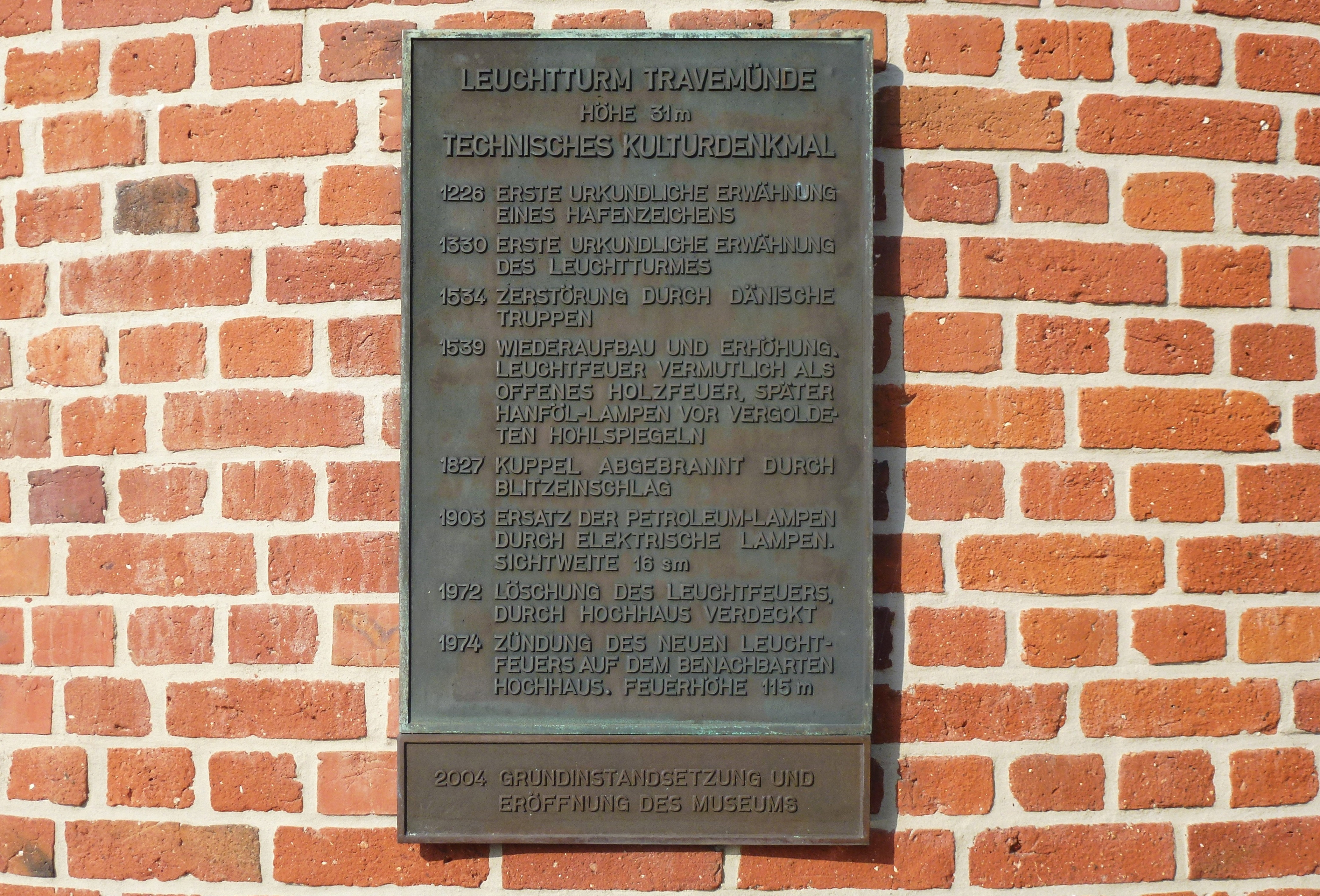
Informationstavla på tornet
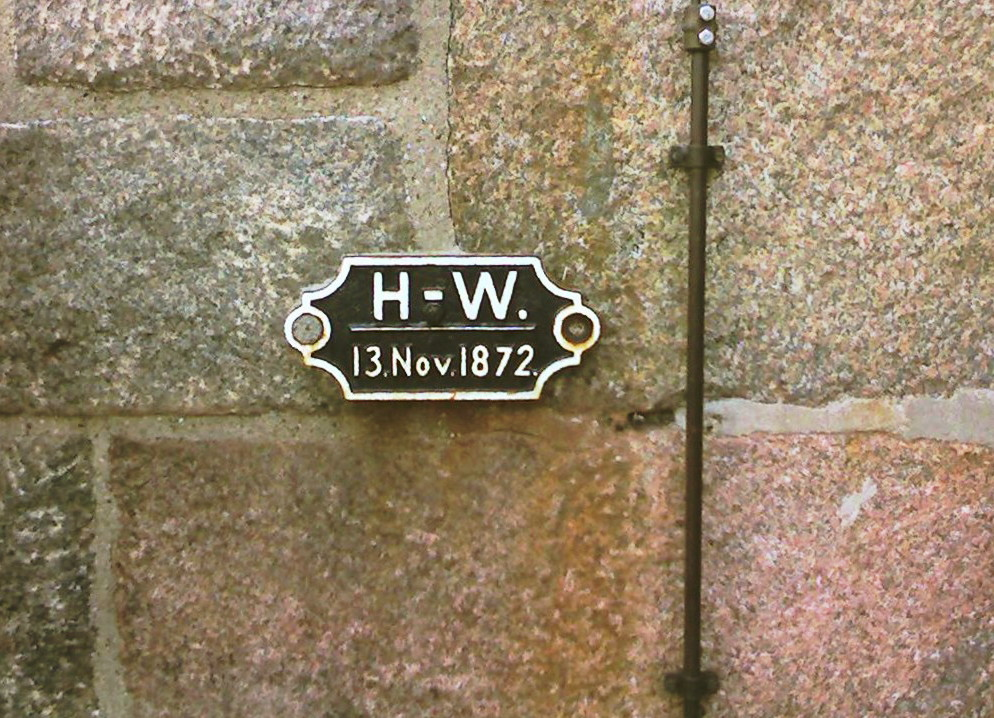
Högvattenmärke "13. Nov. 1872"